# Родореда, Хосе
Хосе Родореда-и-Сантигос (исп. José Rodoreda-y-Santigós, кат. Josep Rodoreda i Santigós; 13 февраля 1851, Барселона — 9 октября 1922, Буэнос-Айрес) — испанский композитор и музыкальный педагог.
Учился в Барселоне у Николау Манента, затем у Ансельмо Клаве. С 18 лет играл на фортепиано в барселонских кафе. В 1875—1883 гг. преподавал фортепиано в барселонской Консерватории Лисеу, одновременно в 1876—1886 гг. возглавлял хоровое общество «Эвтерпа». Затем в 1886—1898 гг. директор новосозданной барселонской муниципальной школы музыки и одновременно руководитель муниципального духового оркестра. В 1898—1906 гг. руководил духовым оркестром в Сан-Себастьяне. Затем отбыл в Аргентину, где возглавил кафедру теории, гармонии и композиции в консерватории, основанной Альфонсом Тибо и Эдмундо Пьяццини.
Родореда начал сочинять музыку в 17 лет. Наиболее известное его произведение — «Вироле Девы Монсерратской» (исп. Virolai de la Virgen de Montserrat) на стихи Жасинта Вердагера, с которым он выиграл в 1880 году конкурс композиций к тысячелетию монастыря Монсеррат. Среди других сочинений Родореды, преимущественно хоровых, — официальный гимн Всемирной выставки 1888 года в Барселоне, оратория «Семь слов» (исп. Las Siete Palabras), «Ночь в лесу» (исп. La noche en el bosque) для солистов, хора и оркестра. Был известен как поклонник музыки Рихарда Вагнера, в 1883 г. откликнулся на его смерть статьёй «Происхождение, состояние и перспективы вагнеризма».